# 唱凯镇
唱凯镇，是中国江西省抚州市临川区所辖的一个镇。
唱凯镇位于江西省抚州市临川区赣抚平原腹地，地处抚河中下游，面积48平方公里，耕地35152亩，人口4.7万。
自明代以来就是临川北部的集市贸易中心和重要的商品集散地，也是闻名省内外的建筑之乡和商贸重镇。
于2017年和2018年入选全国综合实力千强镇。

## 行政区划
唱凯镇下辖以下村级行政区划单位
唱凯社区、观前村、邱家村、古港村、上游村、灵山村、官州村、低州村、石溪村、唱凯村、艾巷村、万年村、花州村、江山村、白水村、蔡家村、东湖村、游鹤村和北堡村。